# Liza-Maria Norlin
Liza-Maria Norlin, född Bengtson den 3 mars 1980 i Säter, Kopparbergs län, är en svensk gymnasielärare och politiker (kristdemokrat). Sedan april 2023 är hon Kristdemokraternas partisekreterare.
Hon var ordinarie riksdagsledamot 2009–2010, invald för Västernorrlands läns valkrets.

## Biografi
Norlin är utbildad gymnasielärare i svenska och engelska. Hon avlade examen 2003 vid Mittuniversitetet.
Hon var riksdagsledamot mellan 2009 och 2010 som ersättare för Lars Lindén och har varit ordförande i Kristdemokraterna Sundsvall. Hon har varit ordinarie ledamot i KD:s partistyrelse (2017–2023 och 2007–2009). Hon har även varit gruppledare i KD Sundsvall (2014–2022), kommunstyrelseledamot i Sundsvall samt tredjenamn på KD:s EU-valsedel i Europaparlamentsvalet 2019.
Den 27 april 2023 efterträdde hon Johan Ingerö som Kristdemokraternas partisekreterare.
Liza-Maria Norlin är gift med Thomas Norlin, och de har två barn tillsammans.